# Inferno di ghiaccio
Inferno di ghiaccio (Avalanche Alley) è un film per la televisione canadese del 2001 diretto da Paul Ziller.

## Trama
Il centro sciistico sta affrontando una crisi finanziaria che potrebbe portare alla bancarotta, e il proprietario del centro Rick cade in depressione e sua moglie (con cui non ha un rapporto sereno con Rick) rischia di morire assiderata sotto una valanga durante un'escursione e da lì l'inizio un vero incubo.